# USS Wileman (DE-22)
USS Wileman (DE-22) là một tàu hộ tống khu trục lớp Evarts được Hải quân Hoa Kỳ chế tạo trong Chiến tranh Thế giới thứ hai. Nó là chiếc tàu chiến duy nhất của Hải quân Mỹ được đặt theo tên Thiếu úy Hải quân William Wolfe Wileman (1917-1942), người được tặng thưởng Huân chương Chữ thập Hải quân, và sau đó đã tử trận tại Guadalcanal. Nó đã phục vụ cho đến khi chiến tranh kết thúc, xuất biên chế vào ngày 16 tháng 11 năm 1945 và xóa đăng bạ vào ngày 28 tháng 11 năm 1945. Con tàu bị bán để tháo dỡ vào ngày 8 tháng 1 năm 1947. Wileman được tặng thưởng bốn Ngôi sao Chiến trận do thành tích phục vụ trong Thế Chiến II.

## Thiết kế và chế tạo
Những chiếc thuộc lớp tàu khu trục Evarts có chiều dài chung 289 ft 5 in (88,21 m), mạn tàu rộng 35 ft 1 in (10,69 m) và độ sâu mớn nước khi đầy tải là 8 ft 3 in (2,51 m). Chúng có trọng lượng choán nước tiêu chuẩn 1.140 tấn Anh (1.160 t); và lên đến 1.430 tấn Anh (1.450 t) khi đầy tải. Hệ thống động lực bao gồm bốn động cơ diesel General Motors Kiểu 16-278A nối với bốn máy phát điện để vận hành hai trục chân vịt; công suất 6.000 hp (4.500 kW) cho phép đạt được tốc độ tối đa 21 kn (24 mph; 39 km/h), và có dự trữ hành trình 4.150 nmi (4.780 mi; 7.690 km) khi di chuyển ở vận tốc đường trường 12 kn (14 mph; 22 km/h).
Vũ khí trang bị bao gồm ba pháo 3 in (76 mm)/50 cal trên tháp pháo nòng đơn có thể đối hạm hoặc phòng không, một khẩu đội 1,1 inch/75 caliber bốn nòng và chín pháo phòng không Oerlikon 20 mm. Vũ khí chống ngầm bao gồm một dàn súng cối chống tàu ngầm Hedgehog Mk. 10 (có 24 nòng và mang theo 144 quả đạn); hai đường ray Mk. 9 và tám máy phóng K3 Mk. 6 để thả mìn sâu.
Wileman nguyên được đặt lườn như là chiếc BDE-22 tại Xưởng hải quân Mare Island, ở Vallejo, California vào ngày 30 tháng 4 năm 1942. Nó được hạ thủy vào ngày 19 tháng 12 năm 1942 và được đỡ đầu bởi bà Fred Yam. Tuy nhiên Hải quân Hoa Kỳ quyết định giữ lại con tàu, xếp lại lớp thành DE-22 vào ngày 25 tháng 1 năm 1942 và đổi tên thành Wileman vào ngày 19 tháng 2 năm 1943. Nó nhập biên chế vào ngày 11 tháng 6 năm 1943 dưới quyền chỉ huy của Hạm trưởng, Đại úy Hải quân Aaron F. Beyer, Jr.

## Lịch sử hoạt động

### 1943
Sau khi hoàn tất việc chạy thử máy dọc theo vùng bờ Tây, Wileman cùng một đoàn tàu vận tải ba chiếc và có cả tàu khu trục Fletcher (DD-445) trong thành phần hộ tống, khởi hành từ San Francisco, California vào ngày 20 tháng 8. Đoàn tàu đi đến Trân Châu Cảng vào ngày 27 tháng 8; và nó lại khởi hành một tuần sau đó hộ tống cho chiếc tàu chở quân Wharton (AP-7) đi đến khu vực Nam Thái Bình Dương. Hành trình di chuyển đã ghé qua Tutuila, Samoa; Nouméa, New Caledonia; và Suva thuộc quần đảo Fiji. Wharton tách ra tại Suva để quay trở về San Francisco, trong khi chiếc tàu hộ tống khu trục ở lại hoạt động tuần tra và hộ tống vận tải tại khu vực quần đảo Ellice trong một tháng. Nó rời khu vực Ellice vào ngày 25 tháng 10 để quay trở về Oahu, và về đến Trân Châu Cảng vào ngày 2 tháng 11. Nó bắt đầu chuẩn bị cho chiến dịch chiếm đóng quần đảo Gilbert sắp diễn ra.
Sau khi ở lại khu vực Hawaii trong khoảng hai tuần, Wileman lên đường trong thành phần hộ tống một đoàn tàu chuyển quân đến khu vực quần đảo Gilbert. Đi đến đảo Makin vào trưa ngày 24 tháng 11, lực lượng được quân Nhật “chào đón” bằng một đợt không kích xuất phát từ các đảo Jaluit và Mili lân cận. Ba máy bay ném bom Mitsubishi G4M "Betty" hai động cơ đã nhắm vào đoàn tàu của Wileman để tấn công bằng ngư lôi; tuy nhiên hỏa lực phòng không từ các con tàu đã ngăn chặn hai kẻ tấn công, buộc chúng đổi hướng trước khi thả ngư lôi, còn ngư lôi từ chiếc thứ ba trượt khỏi mục tiêu. Không có thiệt hại nào cho đoàn tàu, và cũng không có máy bay đối phương nào bị bắn hạ. Sau đó trong khoảng một tháng, Wileman hoạt động tuần tra và hộ tống các đoàn tàu vận tải đi lại giữa các nhóm đảo Gilbert, Phoenix và Ellice, vào giai đoạn Hoa Kỳ củng cố các vị trí của họ tại khu vực Gilbert, trước khi chuyển sang tấn công chiếm đóng khu vực quần đảo Marshall.

### 1944
Quay trở về Trân Châu Cảng vào ngày 8 tháng 1, 1944, Wileman chuẩn bị cho Chiến dịch Flintlock nhằm đổ bộ lên khu vực quần đảo Marshall. Nó rời Oahu vào ngày 28 tháng 1 trong thành phần hộ tống một đoàn tàu vận tải hướng sang khu vực Trung tâm Thái Bình Dương. Giống như chiến dịch quần đảo Gilbert trước đây, nó không trực tiếp tham gia cuộc đổ bộ vào giai đoạn mở màn, nhưng hộ tống các tàu vận chuyển đưa lực lượng tăng viện, bao gồm Tiểu đoàn 16 Phòng thủ Thủy quân Lục chiến và một tiểu đoàn công binh, đến Kwajalein; đảo san hô này đã được bình định ba ngày trước khi nó đến nơi vào ngày 10 tháng 2. Khi lực lượng đồn trú đổ bộ lên bờ, trong 18 ngày tiếp theo con tàu đã tuần tra chống tàu ngầm chung quanh đảo san hô cũng như tại Majuro. Nó rời khu vực vào ngày 28 tháng 2, và về đến Trân Châu Cảng vào ngày 8 tháng 3.
Sau ba tuần lễ thực hành tác xạ và thực tập sonar, Wileman rời khu vực quần đảo Hawaii vào ngày 30 tháng 3, trong thành phần một đội đặc nhiệm tìm-diệt tàu ngầm, được hình thành chung quanh tàu sân bay hộ tống Altamaha (CVE-18). Lúc đang trên đường đi một máy bay xuất phát từ Altamaha báo cáo đã tấn công và có thể đã đánh chìm một tàu ngầm đối phương. Đi đến khu vực phía Đông quần đảo Marshall vào đầu tháng 4, đội đặc nhiệm được phân công tuần tra chống tàu ngầm trong khu vực. Lúc chiều tối ngày 15 tháng 4, một trong số các tàu hộ tống phát hiện một quả ngư lôi đang hướng thẳng về chiếc tàu sân bay. Được cảnh báo qua vô tuyến, Altamaha dễ dàng cơ động né tránh và quả ngư lôi chệch qua mũi tàu; tung tích kẻ tấn công, rất có thể là một tàu ngầm đối phương, không tìm thấy.
Đến cuối tháng 4, thành phần của đội đặc nhiệm được hoán đổi với Đội đặc nhiệm 11.2, khi Altamaha được các tàu khu trục Coghlan (DD-606) và tàu rải mìn Preble (DM-20) hộ tống quay trở về Trân Châu Cảng, trong khi Wileman và các tàu hộ tống tiếp tục tuần tra cùng với tàu sân bay hộ tống Fanshaw Bay (CVE-70). Đội đặc nhiệm của nó được tăng cường thêm tàu sân bay hộ tống Kalinin Bay (CVE-68) trước khi chiến dịch tuần tra khu vực Đông Marshall kết thúc vào ngày 6 tháng 5; nhưng cho dù được tăng cường, họ vẫn không phát hiện được tàu ngầm đối phương nào. Khi các tàu chiến về đến Oahu vào ngày 13 tháng 5, đội đặc nhiệm được giải thể.
Trong hai tuần lễ tiếp theo, Wileman thực hành huấn luyện tại khu vực quần đảo Hawaii, rồi rời Trân Châu Cảng vào ngày 27 tháng 5, hướng sang khu vực Trung tâm Thái Bình Dương trong thành phần hộ tống một đoàn 11 tàu chở dầu. Sau khi đi đến Eniwetok vào ngày 4 tháng 6, con tàu tiếp tục đi sang Majuro vào ngày 15 tháng 6, và tiếp tục hộ tống các đoàn tàu vận tải vào giai đoạn mở màn của Chiến dịch quần đảo Mariana. Nó rời vũng biển Majuro vào ngày 18 tháng 6 để hộ tống các tàu vận tải đi đến điểm thả neo ngoài khơi Saipan, đến nơi vào ngày 22 tháng 6, rồi lên đường bốn ngày sau đó hộ tống một đoàn tàu cho hành trình quay trở về Eniwetok. Đến nơi vào ngày 30 tháng 6, con tàu neo đậu lại vũng biển trong ba tuần tiếp theo.
Lên đường vào cuối tháng 7, Wileman hộ tống một đội tàu chở dầu để phục vụ tiếp nhiên liệu cho lực lượng đặc nhiệm tàu sân bay nhanh. Trong hai tháng tiếp theo nó hoạt động tại khu vực giữa quần đảo Mariana và Eniwetok, hộ tống các đoàn tàu vận tải và các đội tiếp liệu để phục vụ cho Chiến dịch quần đảo Mariana, cũng như các hoạt động càn quét các cứ điểm phòng thủ vòng trong của Nhật Bản và tuyến đường tiếp liệu của đối phương. Nhiệm vụ hoàn tất vào ngày 15 tháng 9, khi nó lên đường quay trở về San Francisco ngang qua Trân Châu Cảng, và về đến nơi vào ngày 6 tháng 11. Chỉ một tuần sau đó, nó lại khởi hành đi Oahu trong thành phần hộ tống một đoàn tàu sáu tàu đổ bộ Landing Ship Medium (LSM) và ba tàu buôn, đi đến Trân Châu Cảng vào ngày 21 tháng 11. Nó huấn luyện thực hành sonar và tác xạ tại khu vực quần đảo Hawaii, đồng thời phục vụ như tàu huấn luyện tác xạ cho học viên sĩ quan, và như tàu mục tiêu giả lập để huấn luyện tàu ngầm phóng ngư lôi.

### 1945
Vào đầu năm 1945, Wileman rời Trân Châu Cảng vào ngày 5 tháng 1 cho một chuyến đi khứ hồi đến Majuro, quay trở về vào ngày 21 tháng 1. Nó tiếp tục hành trình ngay sau đó để quay về vùng bờ Tây cho một đợt đại tu, đi đến Terminal Island, California vào ngày 29 tháng 1, bắt đầu được sửa chữa từ ngày 31 tháng 1, và hoàn tất công việc trong xưởng tàu vào giữa tháng 4. Nó lên đường vào ngày 19 tháng 4, để hướng sang Trân Châu Cảng, đến nơi vào ngày 25 tháng 4, và lại tiếp nối nhiệm vụ tàu huấn luyện tác xạ cho học viên sĩ quan và tàu mục tiêu giả lập để thực hành tàu ngầm. Sau đó nó phục vụ canh phòng máy bay cho các tàu sân bay hộ tống Corregidor (CVE-58) và Tripoli (CVE-64) trong các hoạt động huấn luyện tại khu vực Đông Bắc Oahu trong tháng 6.
Đến ngày 22 tháng 6, Wileman rời Trân Châu Cảng để hướng sang khu vực Trung tâm Thái Bình Dương. Đi đến Eniwetok vào ngày 30 tháng 6, nó phục vụ trong thành phần Đội đặc nhiệm 96.3, Lực lượng Hộ tống và Tuần tra Marshall và Gilbert. Trong hơn một tháng tiếp theo, nó hộ tống các đoàn tàu vận tải đi lại giữa Eniwetok và Ulithi, và tuần tra chống tàu ngầm tại khu vực quần đảo Marshall. Trong các ngày 2 và 3 tháng 8, nó đi đến Kwajalein để tham gia nhiệm vụ tìm-diệt tàu ngầm và nhiệm vụ tìm kiếm-giải cứu. Đang khi ở lại Kwajalein vào ngày 14 tháng 8, nó nhận được tin tức về việc Nhật Bản chấp nhận đầu hàng kết thúc cuộc chiến tranh.
Tuy nhiên Wileman vẫn tiếp tục phục vụ cùng Đội đặc nhiệm 96.3 cho đến giữa tháng 9. Vào ngày 14 tháng 9, nó rời khu vực quần đảo Marshall để quay trở về Hoa Kỳ, ghé qua đêm tại Trân Châu Cảng vào ngày 20-21 tháng 9 trước khi tiếp tục hành trình, và về đến San Pedro, California vào ngày 27 tháng 9. Con tàu được cho xuất biên chế tại Terminal Island, California vào ngày 16 tháng 11, 1945; và tên nó được cho rút khỏi danh sách Đăng bạ Hải quân vào ngày 28 tháng 11, 1945. Nó bị bán cho hãng Pacific Bridge Co. vào ngày 23 tháng 6, 1947 để tháo dỡ.

## Phần thưởng[2]
|  |                                                       |  |
|  | Bronze star · Bronze star · Bronze star · Bronze star |  |

| Dãi băng Hoạt động Tác chiến (truy tặng) |                                                                         |                                                                         |                                      |
| Huân chương Chiến dịch Hoa Kỳ            | Huân chương Chiến dịch Châu Á-Thái Bình Dương với 4 Ngôi sao Chiến trận | Huân chương Chiến dịch Châu Á-Thái Bình Dương với 4 Ngôi sao Chiến trận | Huân chương Chiến thắng Thế Chiến II |